# Międzytorze (Gdynia)

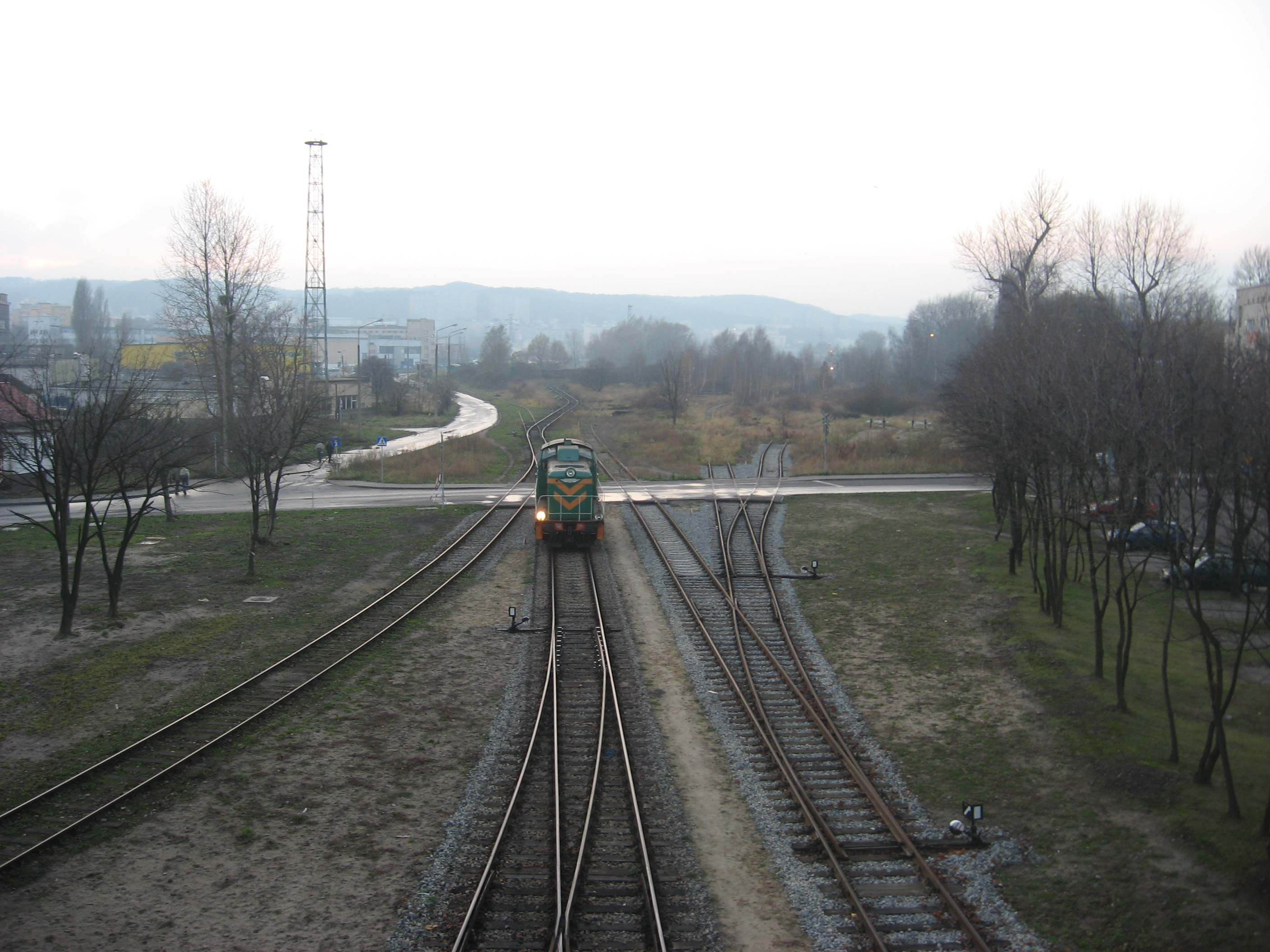
Wschodnia część Międzytorza, widok z wiaduktu w ciągu ulicy Inżyniera Tadeusza Wendy w kierunku zachodnim

Międzytorze (nazywane także Strefą Rozwoju Centrum Miasta) – obszar w Gdyni, administracyjnie położony w dzielnicy Śródmieście, zlokalizowany pomiędzy Portem i ścisłym centrum Gdyni. Jest to teren o powierzchni 100 hektarów, na którym znajduje się rozległe torowisko. Przed laty wykorzystywane było przez port, natomiast dziś jest zdegradowane i zarośnięte dziką roślinnością.
W przyszłości planowana jest zmiana charakteru tego obszaru na nowoczesną dzielnicę. Na opracowanie programu rewitalizacji tego miejsca Komisja Europejska udzieliła grantu w wysokości 50 tys. euro. Plany zakładają wybudowanie na tym terenie zarówno budynków o charakterze biurowym, mieszkalnym jak i obiektów handlowych, utworzone mają być także tereny zielone. Równolegle z tym projektem planowany jest remont dworca głównego i podmiejskiego oraz przebudowa łączącego je pasażu. Natomiast Plac Konstytucji przed dworcem ma otrzymać podziemny parking. Realizacja projektu będzie wymagać współpracy pomiędzy miastem i portem Gdynia oraz PKP, które do realizacji inwestycji wybrało firmę deweloperską Semeko.
Na przylegającej do Międzytorza posesji przy ul. Jana z Kolna 36 w 2020 wyburzono dotychczasową zabudowę magazynową, a w jej miejsce ma powstać budynek mieszkalno-usługowy z dominantą sięgającą 55 metrów wysokości.